# Eric Barker
Eric Leslie Barker, född 20 februari 1912 i Thornton Heath, London, död 1 juni 1990 i Faversham, Kent, var en brittisk skådespelare.

## Utmärkelser
1958 fick Barker BAFTA:s pris som "Most Promising Newcomer" för Brothers in Law.

## Rollista i urval
- 1957 – Bröder inför lagen
- 1958 – Nu tar vi sergeanten
- 1959 – Din röst är min röst
- 1959 – Nu tar vi polisen
- 1960 – Malaj till sjöss
- 1961 – Nu tar vi flygmalajen
- 1961 – Oss muntra musikanter emellan
- 1962 – Panik hos polisen
- 1962 – Vilket himla liv
- 1964 – Hennes vilda far
- 1965 – Dessa fantastiska män i sina flygande maskiner
- 1966 – Doktorn går till sängs
- 1978 – Det våras för Emmanuelle